# Amphisbaena munoai
Amphisbaena munoai este o specie de reptile din genul Amphisbaena, familia Amphisbaenidae, ordinul Squamata, descrisă de Klappenbach 1960. Conform Catalogue of Life specia Amphisbaena munoai nu are subspecii cunoscute.